# Le Bourreau turc
Pour plus de détails, voir Fiche technique et Distribution.
Le Bourreau turc est un film réalisé par Georges Méliès, sorti en 1904.

## Synopsis
Sur une place publique de Constantinople, un bourreau turc coupe les têtes de quatre condamnés à mort, puis les met dans un tonneau. Dans son dos, une tête ressort et va se mettre sur un corps, formant à nouveau un être humain. Toujours dans le dos du bourreau affairé à ses comptes, l'homme de nouveau en vie sort les autres têtes pour les disposer sur les corps inertes de ses camarades d'infortune. Ils attrapent ensuite le bourreau et lui coupent le corps en deux ; les deux parties continuent à se mouvoir, avant de se regrouper. Le bourreau, bientôt suivi par les forces de l'ordre et la population, se met à poursuivre les quatre fuyards.